# Musée national Pablo Picasso, La Guerre et la Paix

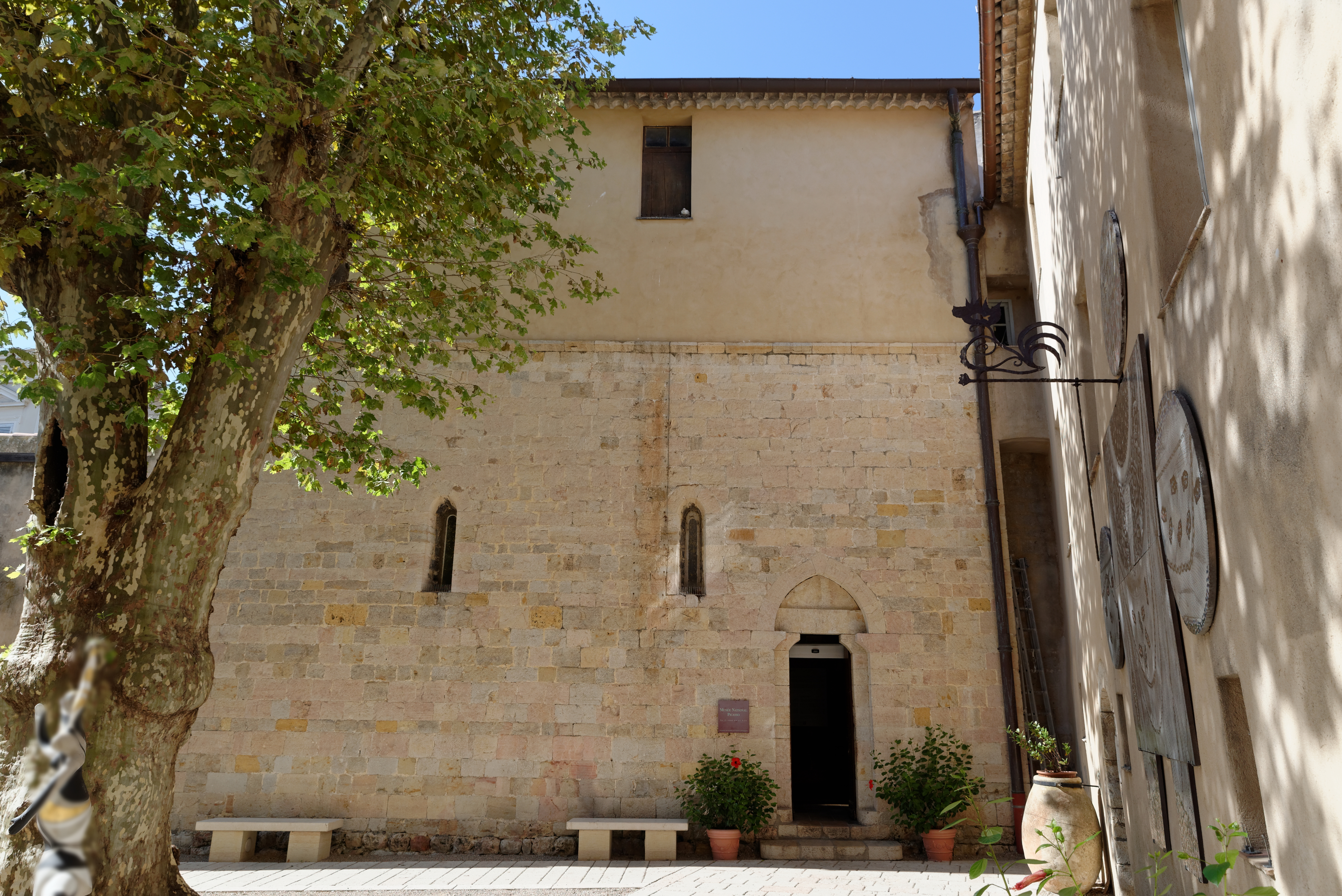
Eingang zum Museum

Das Musée national Pablo Picasso, La Guerre et la Paix befindet sich in der profanierten romanischen Kapelle des Schlosses von Vallauris im Département Alpes-Maritimes in der Region Provence-Alpes-Côte d’Azur in Frankreich. 
An den gewölbten Wänden wurden zwei monumentale Wandgemälde von Pablo Picasso (La Guerre et la Paix) installiert und an der Stirnwand ein weiteres (planes) Gemälde, das die vier Erdteile darstellt, die sich unter dem Symbol einer Friedenstaube versammeln: Les Quatre parties du monde. Die Kapelle wurde 1959 eröffnet.

## Geschichte
Die Schloss-Kapelle von Vallauris wurde zusammen mit dem Abteihaus 1791 als Nationalgut an J. Maurel verkauft und 1972 von der Stadt Vallauris erworben. Sie wurde nie wieder für den Gottesdienst genutzt, sondern diente eine Zeit lang als Ölmühle. Die Kapelle sowie das Schloss, sind seit 1951 als französisches Monument historique klassifiziert. Die Kapelle ist ein einschiffiges Gebäude. Zwei Joche mit einem spitzen Tonnengewölbe werden mit einer Apsis in Form eines Halbkreises abgeschlossen.
Im Jahr 1952 schuf Picasso in seinem Atelier in Le Fournas in Vallauris die beiden großformatigen Gemälde „La Guerre et la Paix“ (dt.: „Krieg und Frieden“). Das Werk behandelt ein Thema, das im Zusammenhang mit internationalen Aufrufen zum Weltfrieden in der Nachkriegszeit zu sehen ist.
Die Architektur der mittelalterlichen Kapelle gibt den Gemälden eine besondere Bedeutung. Sie erinnern an die Kunst der Antike und der Höhlenmalerei. Picasso sagte zu Claude Roy: „Es ist nicht sehr hell in dieser Kapelle und ich möchte, dass sie nicht beleuchtet wird, dass die Besucher Kerzen in der Hand haben, dass sie an den Wänden entlanggehen wie in prähistorischen Höhlen und die Figuren entdecken, dass sich das Licht auf dem, was ich gemalt habe, bewegt, ein kleines Kerzenlicht.“

## Werke
Die beiden Gemälde, für die etwa 300 Vorzeichnungen angefertigt wurden, bestehen aus einer speziellen wasserlöslichen Farbe, die auf 46 Isorel-Platten (Hartfaserplatten) aufgetragen wurde, die auf einer Holzkonstruktion mit Metallklammern an den gewölbten Wänden befestigt wurden. Der Malgrund ist flexibel genug, um sich der gebogenen Form der Wände anzupassen. Picasso arbeitete also auf ebenen Flächen und nicht auf einer geschwungenen Form, wie man es sich hätte vorstellen können.

### „La Guerre“ (Der Krieg)
Picasso begann zunächst mit La Guerre (Der Krieg) 4,70 m × 10,20 m. Ein Leichenwagen, der von Kriegspferden gezogen wird, wird von einem gehörnten Wesen mit einem blutverschmierten Messer gelenkt. Auf seinem Rücken trägt er einen Sack, in der sich menschliche Schädel türmen. Die drei Pferde, zertrampeln mit ihren Füßen ein brennendes aufgeschlagenes Buch. Im Hintergrund, in der Mitte des Bildes, kämpfen Krieger mit Säbel, Äxten und Speeren. Im Vordergrund erscheinen zwei gemalte Hände in einer Art schwarzem Loch. Eventuell sollen sie an die Hände erinnern, die an den Wänden einiger prähistorischer Höhlen gefunden wurden, insbesondere an die der Höhle von Lascaux, deren Entdeckung erst vor wenigen Jahren zuvor erfolgte.
Auf blauen Hintergrund steht der Friedenskämpfer. Mit einer Lanze, die als Halterung für die Waage der Gerechtigkeit dient, schützt er sich mit einem weißen Schild. Darauf hat Picasso eine Taube als Friedenssymbol gemalt. Auch auf dem Schild befindet sich (wie ein Wasserzeichen) hinter der Taube, das Porträt von Françoise Gilot, der Lebensgefährtin des Künstlers.

### „La Paix“ (Der Frieden)
Auf der gegenüberliegenden Wand befindet sich das Gemälde La Paix (4,70 m × 10,20 m). Vier nackte Personen, gehen in einem Garten friedlichen und schöpferischen Tätigkeiten nach. Eine lesende Frau, stillt ihr Kind unter einem Spalier mit Weinreben, einem farbenprächtigen Sonnensegel und einem Baum mit leuchtenden Früchten. Ein Mann ist in das Verfassen eines Buches vertieft.
Auf einer großen blauen Fläche, die den größten Teil der Wand einnimmt, sind mehrere Szenen nebeneinander angeordnet. Ein weißes Pferd zieht eine Egge, die von einem Kind gehalten wird, das ein azurblaues Feld bearbeitet. Der Blick des kleinen Pflügers ist auf die Gruppe im Garten gerichtet und stellt eine Verbindung zu ihr her. Das Pferd ist geflügelt wie der Pegasus in der griechischen Mythologie. Auch der spielende Faun am linken Bildrand ist ein mythologisches Wesen, das Picasso häufig verwendete. Zu seiner Musik tanzen die beiden nackten Frauen in der Bildmitte. Sie werden von zwei weiteren Kindern begleitet.
1998 wurden die beiden Gemälde und die Kapelle restauriert.